# 로라 조르주
로라 스테파니 조르주(프랑스어: Laura Stéphanie Georges, 1984년 8월 20일 ~ )는 프랑스의 은퇴한 여자 축구 선수로, 선수 시절 포지션은 수비수였다.

## 클럽 경력
12세 시절이던 1996년에 파리 생제르맹 산하 여자 유소년 축구단에 입단했으며 2002년에는 CNFE 클레르퐁텐 여자부로 이적했다. 2003-04 시즌에서 파리 생제르맹에 입단했고 2004년에 미국 보스턴 칼리지에 입학하면서 대학교 여자 축구부 선수로 활약했다.
2007년에 대학교를 졸업하고 프랑스로 귀국하면서 올랭피크 리옹으로 이적했고 팀의 디비지옹 1 페미닌 6회 우승, 쿠프 드 프랑스 페미닌 3회 우승, UEFA 여자 챔피언스리그 2회 우승에 기여했다. 2013년에는 파리 생제르맹으로 이적했다.

## 국가대표 경력
17세 시절이던 2001년 9월 26일에 열린 네덜란드와의 경기에 출전하면서 프랑스 여자 축구 국가대표팀 선수로 데뷔했다. 2003년 FIFA 여자 월드컵, UEFA 여자 유로 2005, UEFA 여자 유로 2009, 2011년 FIFA 여자 월드컵, 2012년 런던 하계 올림픽, UEFA 여자 유로 2013, 2015년 FIFA 여자 월드컵, UEFA 여자 유로 2017에 참가했고 188경기에 출전하면서 7골을 기록했다. 2018년 5월 22일부로 국가대표에서 은퇴했다.

## 수상
올랭피크 리옹
- 디비지옹 1 페미닌 6회 우승 (2007-08, 2008-09, 2009-10, 2010-11, 2011-12, 2012-13)
- 쿠프 드 프랑스 페미닌 3회 우승 (2007-09, 2011-12, 2012-13)
- UEFA 여자 챔피언스리그 2회 우승 (2010-11, 2011-12)